# Hypogastrura pityusica
Hypogastrura pityusica är en urinsektsart som beskrevs av Ellis 1974. Hypogastrura pityusica ingår i släktet Hypogastrura och familjen Hypogastruridae. Inga underarter finns listade i Catalogue of Life.